# Lijst van premiers van Tadzjikistan
Dit is een lijst van premiers van Tadzjikistan.

## Premiers van Tadzjikistan (1991-heden)
| Premier                    | Ambtstermijn         | Partij |
| -------------------------- | -------------------- | ------ |
| Izzatoello Hajojev         | jun. 1991-jan. 1992  | KPT    |
| Akbar Mirzojev             | jan. 1992-sept. 1992 | n/p    |
| Abdoemalik Abdoellodzjonov | 1992-1993            | PPU    |
| Abdoedzjalil Samadov       | 1993-1994            | n/p    |
| Dzjamsjed Karimov          | 1994-1996            | n/p    |
| Jahjo Azimov               | 1996-1999            | n/p    |
| Oqil Oqilov                | 1999-2013            | HCDT   |
| Qohir Rasoelzoda           | 2013-heden           | HCDT   |

Afk.: KPT= Communistische Partij van Tadzjikistan; HCDT= Hizbi chalki-demokrati Todzjikston (Volksdemocratische Partij van Tadzjikistan); PPU= Partij voor Volkseenheid